# Bure
Bure je obec ve švýcarském kantonu Jura. Žije zde 659 obyvatel.

## Geografie

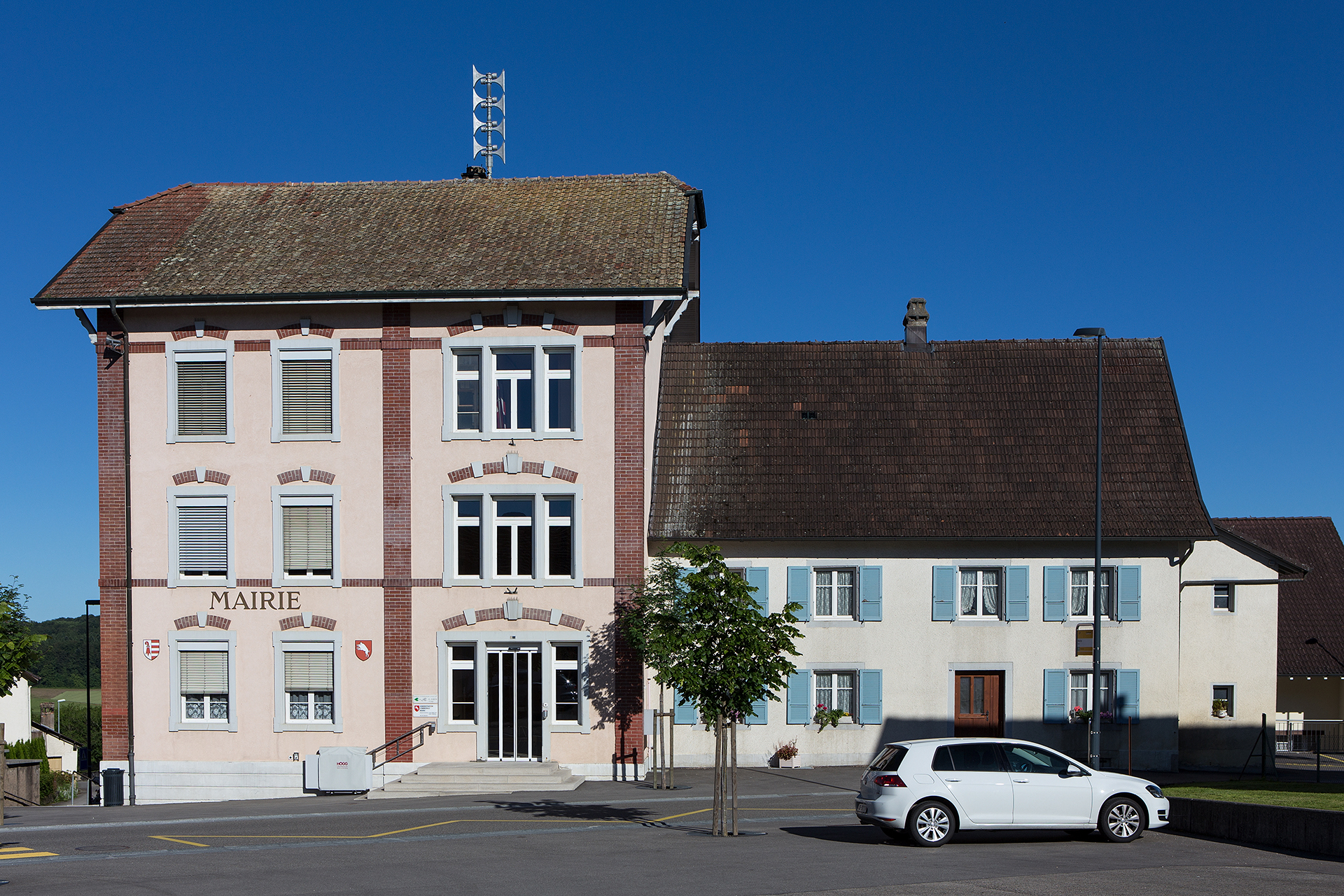
Obecní úřad

Bure leží v nadmořské výšce 587 m, vzdušnou čarou 6 km severozápadně od okresního města Porrentruy. Zemědělská obec se nachází na náhorní plošině západní části oblasti Ajoie, v blízkosti hranic s Francií.
Území obce o rozloze 13,7 km² se rozkládá na otevřené, mírně zvlněné náhorní plošině Ajoie západně od údolí řeky Allaine. Nejvyšší bod obce se nachází na hoře Haut Mont (633 m n. m.). Západní část obce pokrývají rozsáhlé lesy (Le Rondat a Bois de Bure). Na severu se krajina svažuje do kotliny suchého údolí Grande Valle. V roce 1997 zabírala 9 % rozlohy obce zastavěná plocha, 29 % lesy a háje, 52 % zemědělské plochy a necelých 10 % neproduktivní půda patřící vojenské střelnici Bure.
K obci Bure patří vesnice Le Paradis, ležící v nadmořské výšce 618 m na kopci na hranici s Francií, a několik samostatných farem. Sousedními obcemi Bure jsou Basse-Allaine, Courchavon, Porrentruy, Courtedoux, Haute-Ajoie a Fahy v kantonu Jura a Croix a Villars-le-Sec v sousední Francii.

## Historie

Letecký pohled (1950)

První zmínka o obci jako o Bures pochází z roku 1139 z listiny papeže Inocence II., který potvrdil vlastnictví půdy v Bure klášteru Saint-Ursanne. Později se objevují také názvy Bür, Burn (1236) a Burris (1461). Bure sdílelo pohnutou historii oblasti Ajoie, která se poprvé dostala pod kontrolu basilejského knížecího biskupství v roce 1271. Od 16. do 18. století byla vesnice sídlem stejnojmenného panství. Obec byla postižena během Třicetileté války. V letech 1793–1815 patřilo Bure k Francii a zpočátku bylo součástí départementu du Mont-Terrible, od roku 1800 bylo součástí départementu Haut-Rhin. Na základě rozhodnutí Vídeňského kongresu se obec v roce 1815 stala součástí kantonu Bern a 1. ledna 1979 nově založeného kantonu Jura.

## Obyvatelstvo
| Rok            | 1850 | 1900 | 1910 | 1930 | 1950 | 1960 | 1970 | 1980 | 1990 | 2000 |
| Počet obyvatel | 798  | 607  | 653  | 604  | 613  | 558  | 593  | 658  | 675  | 684  |

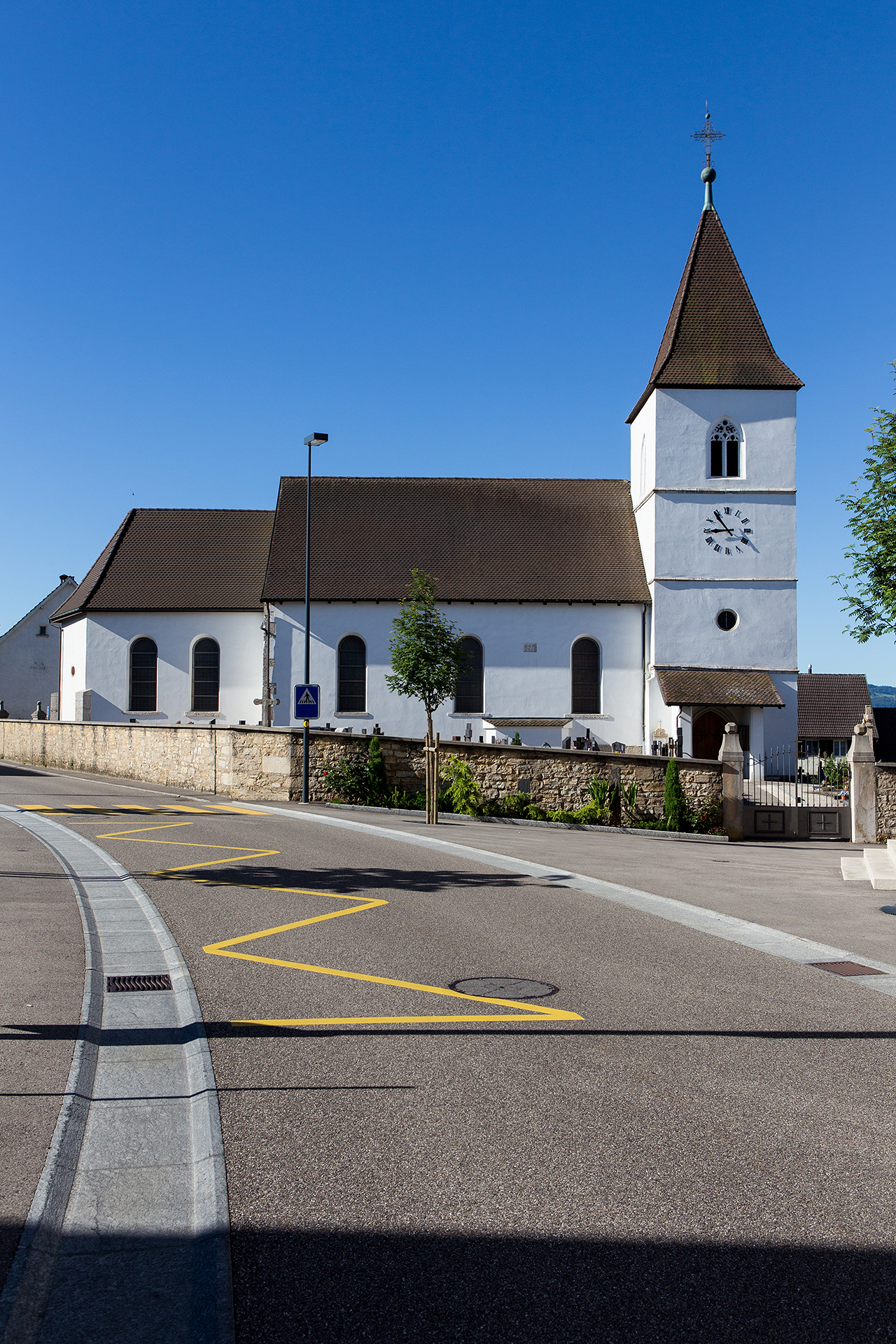
Kostel v obci

Z celkového počtu obyvatel je 98,0 % francouzsky mluvících, 1,9 % německy mluvících a 0,1 % italsky mluvících (stav v roce 2000).

## Hospodářství
Díky úrodné půdě v okolí se Bure stále vyznačuje zemědělstvím. V roce 1968 byla otevřena vojenská střelnice Bure, jejíž výstavba byla předtím velmi kontroverzní. Dnes vojenská zařízení poskytují zaměstnání mnoha obyvatelům, což znamená, že trend odlivu obyvatel se do značné míry zastavil. Stále také existují pracovní místa v místních malých podnicích.

## Doprava
Bure je napojen na dálnice A16 (Boncourt – Biel/Bienne). Samotnou obec a výšinu Bure protíná 3 km dlouhý tunel. Na sever od obce se k němu dostanete přes sjezd č. 2 (Bure). Na síť veřejné dopravy je Bure napojeno linkou Postbusu 71 do Porrentruy.
Přestože z Courtemaîche do Bure vede železniční trať, která spojuje vojenský areál v Bure se železniční tratí Delémont–Delle; veřejná doprava na této trati však nejezdí.

## Osobnosti
- Julien Vauclair (* 1979), švýcarský hokejista